# Tervuursesteenweg
De wijk Tervuursesteenweg, ook wel Coloma of Hanswijkenhoek genoemd, is een buitenwijk van Mechelen en telt ongeveer 7.500 inwoners. Gelegen pal ten zuiden van het stadscentrum, tussen het Kanaal Leuven-Dijle, de Zemstse deelgemeente Hofstade en de spoorweg Antwerpen-Brussel, reikt ze verder zuidwaarts dan de aanpalende wijken Mechelen-Zuid ten westen en Muizen ten oosten. Traditioneel heet deze wijk Hanswijkenhoek of zelfs 'Beestenhoek'. 
Aan de overzijde van de Leuvense Vaart ligt het centraal station en de wijk Arsenaal. De Tervuursesteenweg is tussen de Hanswijkbeek en de Barebeek een gedeelde straat: de gemeente- en provinciegrens met de Zemstse deelgemeente Hofstade in Vlaams-Brabant loopt in het midden van de baan. Het Hofstaadse gehucht Werfheide is in tegenstelling tot de Mechelse wijk nauwelijks verstedelijkt.
De wijk, eerst voornamelijk bekend als Hanswijkenhoek, is genoemd naar de Tervuursesteenweg, een oude Romeinse heerbaan die tot voorbij de wijk en de stad leidt en (als N227) via Hofstade, Elewijt, Perk, Steenokkerzeel tot Tervuren loopt om ten slotte Waterloo te bereiken. De weg werd door historici als oude baan vanuit Mechelen naar Brussel beschouwd. In de 17e eeuw noemde men deze baan de alternatieve "winterbaan" naar Brussel.
Voorheen lag de wijk in een wat agrarisch gebied, en vanaf einde 19e eeuw groeide hij aan met arbeiderswoningen. De oudste kern bestaat uit de Stenenmolenstraat, Sint-Jozefstraat, Kruisveldstraat en de Vredestraat. Vanaf 1898 werd deze wijk een zelfstandige parochie (voorheen hing het af van Onze-Lieve-Vrouw-over-de-Dijlekerk) en dit onder de naam Sint-Jozef-Coloma. Het laatste stuk van de naam werd gegeven als dankbaarheid voor bekomen grond van de Dames van Maria, die het pensionaat van Coloma beheerden. (dit domein was voordien het lusthof van de graaf van Coloma).
Begin 20e eeuw (1913-1916) werd de huidige, neogotische Sint-Jozef-Colomakerk gebouwd. Die kerk staat sinds 2000 leeg wegens bouwvalligheid. Aanvankelijk werd aangestuurd op nieuwbouw, omdat restauratie te duur zou zijn, maar uiteindelijk is besloten de kerk te restaureren. In 2017 wordt de kerk na zeventien jaar weer geopend en in 2020 wordt begonnen aan de restauratie van het interieur van de kerk.
De eerste kerk van Coloma was het huidige 'Kranske' op de Tervuursesteenweg, en is nu een feestzaal. In de jaren twintig was er een sterke aangroei met sociale woningen zoals Tervuursesteenweg, Matigheidstraat, Eenheidstraat en Voorzorgstraat. Deze oudere woonwijk werd in de volksmond De huizen van 't syndicaat genoemd.
In 1966 zorgde de bouw van een eerste sociale woonwijk naast de Abeelstraat voor een grote uitbreiding. Enkele nieuwe straten, zoals de Jozef Verbertstraat, de Kardinaal Cardijnstraat en de Ivo Cornelisstraat, werden aangelegd.
Halverwege de jaren zeventig werd ook de Mahatma Gandhistraat aangelegd en voorzien van nog meer woningen en appartementen.
De ganse wijk besloeg bijna het ganse gedeelte vanaf de Abeelstraat tot aan de Jubelaan en zorgde ook voor heel wat nieuwe handelsactiviteiten.
De school COLOMAplus is er gevestigd. De wijk begint vanaf de Colomabrug.
Mechelen-Noord · Mechelen-Zuid · Mechelen-Centrum · Tervuursesteenweg · Battel · Nekkerspoel · Arsenaal
Woonwijken buiten het centrum: Otterbeek · Katanga · Oud Oefenplein · Kauwendael · Galgenberg · Marokken (Schorsvelden) · Stuivenberg
Historische buitenwijken: Halfgalg · Geerdegem · Auwegem · Pennepoel · Nekkerspoel · Hanswijk · Zennegat